# Liv Sansoz
Liv Sansoz (Bourg-Saint-Maurice, 12 febbraio 1977) è un'arrampicatrice francese.
Pratica l'arrampicata in falesia, il bouldering, le vie lunghe e la arrampicata su ghiaccio. Ha gareggiato nelle competizioni di difficoltà.

## Biografia
Nata in montagna e figlia di appassionati di montagna ha cominciato ad arrampicare a quattordici anni nella palestra locale di Bourg-Saint-Maurice. Abitando in montagna ha praticato anche altri sport tipici come lo sci e lo sci alpinismo.
Ha partecipato alle competizioni internazionali di arrampicata per dieci anni dal 1993 al 2003 ottenendo tantissimi successi.

## Palmarès

### Coppa del mondo
|      | 1993 | 1994 | 1995 | 1996 | 1997 | 1998 | 1999 | 2000 | 2001 | 2002 | 2003 |
| ---- | ---- | ---- | ---- | ---- | ---- | ---- | ---- | ---- | ---- | ---- | ---- |
| Lead | 6    | 4    | 3    | 1    | 2    | 1    | 2    | 1    | -    | -    | 36   |

### Campionato del mondo
|      | 1995 | 1997 | 1999 | 2001 | 2003 |
| ---- | ---- | ---- | ---- | ---- | ---- |
| Lead | 3    | 1    | 1    | -    | 26   |

## Statistiche

### Podi in Coppa del mondo lead
| Stagione | 1º | 2º | 3º | Podi totali |
| -------- | -- | -- | -- | ----------- |
| 1993     |    | 1  |    | 1           |
| 1994     |    |    | 1  | 1           |
| 1995     |    | 1  | 2  | 3           |
| 1996     | 2  |    | 1  | 3           |
| 1997     | 2  | 2  |    | 4           |
| 1998     | 2  | 1  |    | 3           |
| 1999     | 2  | 1  |    | 3           |
| 2000     | 3  | 1  | 1  | 5           |
| Totale   | 11 | 7  | 5  | 23          |

## Falesia

### Lavorato
- 8c+/5.14c:
  - Hasta La Vista - Mount Charleston (USA) - 1º agosto 2000 - Seconda donna a salire un 8c+[1]
- 8b+/5.14a:
  - Route of all evil - Virgin River Gorge (USA) - 8 aprile 2001[2]
  - Soul of train - Mount Charleston (USA) - 20 agosto 2000
- 8b/5.13d:
  - White Wedding - Smith Rock (USA) - 6 maggio 2008[3]
  - Fox et Mathews - Orgon (FRA) - 9 aprile 1999
  - Rio de janvier - Calanques (FRA) - 1º marzo 1998
  - Sortilège - Cimaï (FRA) - 1º maggio 1996

### A vista
- 7c+/5.13a:
  - Berlin - Céüse (FRA)
  - War Lords - Mount Charleston (USA) - 1º agosto 2000
  - Le Danti - Calanques (FRA)

## Vie lunghe
- Super Cirill - Ticino (SUI) - 2010[4]
- The Nose - El Capitan (USA) - 2008[5]

## Scalata su ghiaccio
Ha ottenuto il secondo posto finale nella stagione 2001 della Coppa del mondo di arrampicata su ghiaccio.